# Jacobus Carlier
Jacobus (Jacques) Carlier (Halle, 26 augustus 1769 - 19 februari 1835) was een Zuid-Nederlands en Belgisch politicus en landbouwer.

## Levensloop
Hij werd geboren als zoon van Dionisius Carlier en Catharina Van Lier. Hij trouwde met Marie Alexandrine Josephe Dassonleville. 
Tussen 1803 en 1835 werd Carlier meermaals aangesteld of verkozen tot burgemeester van Halle, en voerde zijn functie uit onder drie opeenvolgende regimes : het Frans bewind, het Verenigd Koninkrijk der Nederlanden en het koninkrijk België.
In 1823 werd hij ook verkozen als lid der provinciale staten voor de provincie Zuid-Brabant.
Na de Belgische Revolutie in 1830 werd Carlier uit zijn ambt van burgemeester gezet door het Voorlopig Bewind, maar hij bleef zijn functie gewoon uitoefenen. Tijdens de daaropvolgende gemeenteraadsverkiezingen in november 1830 wist hij de Halse bevolking achter zich te scharen. Een menigte verzamelde zich voor het Halse stadhuis en zou de kiezers bedreigd hebben die niet voor hem wensten te stemmen. Daarbij zouden enkele geweerschoten gelost zijn in de richting van het stadhuis. Carlier werd herkozen.
Ondanks oproepen om de onregelmatigheden tijdens de verkiezing te onderzoeken bleef Carlier burgemeester tot zijn dood in 1835. Zijn graf is bewaard gebleven en is terug te vinden tussen de reeks historische graven op het kerkhof van Halle (Gaasbeeksesteenweg).